# Heterogonium sieberianum
Heterogonium sieberianum är en ormbunkeart som först beskrevs av Georg Friedrich Kaulfuss, och fick sitt nu gällande namn av Holtt. Heterogonium sieberianum ingår i släktet Heterogonium och familjen Tectariaceae. Inga underarter finns listade.